# Latimeria menadoensis
Latimeria menadoensis  (лат.) — вид лопастепёрых рыб из семейства латимериевых отряда целакантообразных. Вид выделил в 1998 году генетик Л. Пуйо (L. Pouyaud, сотрудник Французского института развития в Джакарте и консультант индонезийского правительства по вопросам аквакультуры) после проведённого исследования митохондриальной ДНК кистепёрой рыбы, пойманной у берегов Индонезии.

## История открытия
Поимка латимерии была организована Марком Эрдманном (M. Erdmann, биолог из Калифорнийского университета). В 1997 г., во время медового месяца в Индонезии, он вместе со своей женой увидел необычную рыбу на рынке на о. Сулавеси. По внешним признакам рыба не отличалась от Latimeria chalumnae, за исключением окраски: она была не синеватой, а коричневой. В следующем 1998 г. Эрдманну удалось добыть экземпляр латимерии с помощью местных рыбаков. Так как правительство Индонезии не позволило вывезти рыбу за пределы страны, Марк Эрдманн взял образцы тканей и отправил их для исследования в группу Дэвида Хиллиса (D. Hillis) из Техасского университета. Предварительно между Марком Эрдманном и Индонезийским институтом науки (LIPI) было заключено устное соглашение о том, что право первого сообщения о результатах анализа будет принадлежать соотечественникам Марка Эрдманна, а индонезийцы могут присвоить новому виду имя.
Выполнив анализ митохондриальной ДНК, американские исследователи пришли к выводу, что расхождение между двумя популяциями началось 5—7 млн лет назад, и индонезийский целакант, скорее всего, может рассматриваться как новый вид. Однако делать окончательные заключения по этому поводу учёные посчитали преждевременным. Оформив результаты исследований в виде статьи, техасцы направили её в журнал Nature. Из-за задержки рецензента публикация статьи задержалась, и вышедший в конце концов вариант сообщает о времени расхождения популяций в пределах 1,8—11,0 млн лет назад.
Буквально через несколько дней, вслед за статьей американцев в Nature пришла статья Пуйо с соавторами из LIPI по той же самой теме. По их результатам выходило, что расхождение между популяциями началось гораздо позже — около 1,2—1,5 млн лет назад, но имеющихся различий, тем не менее, вполне достаточно для однозначного заключения о видовой самостоятельности индонезийской латимерии.
По более новым оценкам, время дивергенции двух современных видов латимерий составляет 30—40 млн лет.
Так как Пуйо немного опоздал, журнал Nature статью не принял. Тогда её отправили во французский журнал Comptes rendus de l’Académie des sciences, который не стал затягивать дело и опубликовал статью в течение месяца, в то время как статья Хиллиса с соавторами ещё не была отрецензирована. В новом варианте статьи Пуйо с соавторами дали рыбе видовое название — Latimeria menadoensis, по имени острова Манадо Туа, возле которого она была поймана.